# Sidney Abbott
Sidney Abbott (11 de julio de 1937-15 de abril de 2015) fue una activista y escritora feminista y lesbiana estadounidense. Exmiembro de Lavender Menace, fue coautora de Sappho Was a Right-on Woman: A Liberated View of Lesbianism con Bárbara Love, y fue una de las miembros más vocales y activas de la Organización Nacional de Mujeres, ayudando a la organización a centrarse no solo en los derechos de las mujeres en general, sino también en los derechos de las lesbianas.

## Trayectoria
Sidney Afton Abbott nació en 1937 en una familia de militares y se describió a sí misma como una mocosa militar. Asistió al Smith College durante tres años y se graduó de la Universidad de Nuevo México en 1961. Luego asistió a la Universidad de Columbia en la Escuela de Postgrado, estudiando Planificación Urbana.
En 1969 se unió a la Organización Nacional de Mujeres (NOW) y se convirtió en una de las primeras personas en hablar a favor de los derechos de las lesbianas en paneles de NOW de la sección neoyorquina  y en la Universidad de Columbia. Abbott fue miembro de Lavender Menace y coautora de Sappho Was a Right-on Woman: A Liberated View of Lesbianism en 1971, con Bárbara Love.
A mediados de la década de 1970, con Bárbara Love, presionó para que se estableciera un grupo de trabajo NOW para centrarse en temas lésbicos, y finalmente se estableció. NOW primero nombró al grupo de trabajo "grupo de trabajo sobre sexualidad y lesbianas", y Abbott tuvo que copresidir con una mujer heterosexual . En la conferencia nacional NOW en Filadelfia en 1976, Abbott exigió que el 1% del presupuesto de la organización se destinara al grupo de trabajo y lo logró. Durante la conferencia, fue solo una de las dos resoluciones que se aprobaron.
Abbott formó parte de la Junta fundadora del National Gay and Lesbian Task Force y trabajó para garantizar que la Junta de la organización tuviera la misma cantidad de hombres gay y mujeres lesbianas. Fue nombrada por el presidente del condado de Manhattan para formar parte de la Junta de Planificación Comunitaria; ella fue la primera persona abiertamente gay en hacerlo. También se desempeñó como desarrolladora de programas para dos departamentos del gobierno de la ciudad de Nueva York . Fue copresidenta del Centro de Artes Escénicas de Nueva York y participó políticamente en el área de North Fork en Long Island, Nueva York.
Abbott y Kate Millett, Phyllis Birkby, Alma Routsong y Artemis March se encontraban entre los miembros de CR One, el primer grupo de concienciación feminista lesbiana.
Abbott vivía en Southold, Nueva York . En 2007, fundó la organización sin fines de lucro Women's Rights are Human Rights. En 2008, creó el boletín, In Our Shoes, sobre política, clase y pobreza. Sus archivos personales se encuentran en la colección Sophia Smith del Smith College y en la colección feminista de biografías NOW del Radcliff College.
Abbott murió en un incendio en una casa en Southold, Nueva York, el 15 de abril de 2015.

## Obras
- Sidney Abbott; Barbara Love (1972). «Is Women's Liberation a Lesbian Plot?». Woman in Sexist Society: Studies in Power and Powerlessness. New American Library. ISBN 978-0-465-09199-7.
- Sidney Abbott; Barbara Love (1977). Sappho was a Right-on Woman: A Liberated View of Lesbianism. Stein and Day. ISBN 978-0-8128-2406-3.